# Fuldamobil S-1
Das Fuldamobil S-1 ist ein Automodell der Elektromaschinenbau Fulda GmbH und wurde unter der Marke Fuldamobil angeboten. Es wurde im Juli 1953 als größere Ergänzung zum  Fuldamobil N-2 vorgestellt, im Jahre 1954 produziert und im gleichen Jahr vom Fuldamobil S-2 abgelöst.

## Karosserie
Die geschlossene zweitürige Karosserie bot Platz für 2 + 2 Personen. Die Türen waren wie bei allen Modellen des Fuldamobils an der B-Säule angeschlagen. Am Heck des Fahrzeugs befand sich eine Heckklappe, die das kleine Rückfenster beinhaltete, und den Zugang zum Gepäckraum oberhalb des Hinterrades und des Motors ermöglichte. Die Karosserieteile lieferten die Vereinigten Deutschen Metallwerke aus Werdohl.

## Antrieb
Der luft- bzw. gebläsegekühlte Einzylinder-Zweitaktmotor von ILO verfügte über 197 cm³ Hubraum und leistete 9,5 PS. Er war vor dem einzelnen Hinterrad montiert und trieb das Hinterrad über eine Kette an. Die Höchstgeschwindigkeit betrug 80 km/h.

## Neupreis und Stückzahl
Der Neupreis betrug 2250 DM. Es entstanden im März nur drei Exemplare.

## Lizenzfertigung
Der Nordwestdeutsche Fahrzeugbau aus Wilhelmshaven fertigte dieses Modell von März 1954 bis August 1955 unter dem Namen Fuldamobil NWF 200 in Lizenz.